# Hans Frisak
Hans Frisak, né le 28 mars 1773 à Øvergård (Stange) (Hedmark) et mort le 17 août 1834 à Fredrikstad (Østfold), est un mathématicien et cartographe islandais.

## Biographie
Sous-lieutenant (1790), lieutenant puis capitaine (1810) dans la Marine, il participe aux premières observations météorologiques de l'Islande. Il travaille de 1800 à 1815 à la triangulation de l'Islande et est le premier en 1813 à gravir le pic Hvannadalshnjúkur.
Il est connu pour avoir pris part en 1834 à l'élaboration de la carte de l'Islande avec Olaf Nikolas Olsen et Björn Gunnlaugsson mais, malade, doit abandonner l'opération à ses débuts. Il meurt la même année à Østfold.
Jules Verne le mentionne au chapitre XI de son roman Voyage au centre de la Terre avec ses deux comparses, lors de la description de l'Islande.